# Farida Yasmin (Sängerin)
Farida Yasmin (bengalisch ফরিদা ইয়াসমিন Pharidā Iẏāsamina, geb. 3. Februar 1940, Murshidabad, Bengalen, Britisch-Indien; gest. 8. August 2015, Dhaka, Bangladesch) war eine bangladeschische Playbacksängerin.

## Leben

### Jugend
Yasmin wurde am 3. Februar 1940 in Murshidabad geboren. Yasmin erhielt Unterricht durch ihre Mutter, Mouluda Khatun, sowie von Durgaprasad Roy und Ustad Moti Miya.
1959 begann ihre Karriere als Playback-Sängerin in dem Film E Desh Tomar Amar.

## Persönliches
Yasmin war verheiratet mit dem Schriftsteller Qazi Anwar Hussain. Sie hatte vier Schwestern – Nilufar Yasmin, Fauzia Yasmin, Nazma Yasmin und Sabina Yasmin, die alle bekannte Sängerinnen sind.